# La ragazza del mondo
La ragazza del mondo è un film del 2016 diretto da Marco Danieli e interpretato da Sara Serraiocco e Michele Riondino.

## Trama
Giulia e la sua famiglia sono Testimoni di Geova. Rigide regole religiose non permettono relazioni sentimentali con chi non fa parte della comunità. Facendo proselitismo ha modo di conoscere Libero, un ex-spacciatore appena uscito dal carcere, di cui si innamora. La sorella li scopre una sera ed avverte i genitori e quindi la comunità. A Giulia viene chiesto di interrompere la relazione, pena l'uscita dai Testimoni, ma la ragazza decide di non arrendersi. Giulia, quasi disassociata, va a convivere con Libero ma per sopravvivere entrano nel giro dello spaccio che porta ulteriori difficoltà nella loro vita di coppia già di per sé complicata. Le loro diversità, però, li portano a prendere strade diverse: Libero finisce all'ospedale (e, forse, a Rebibbia), mentre Giulia sembra decisa a iscriversi all'università.

## Riconoscimenti
- 2016 - Mostra internazionale d'arte cinematografica di Venezia
  - Premio Pasinetti
  - Premio Carlo Lizzani
  - Premio UAAR
- 2016 - Festival Annecy cinéma italien
  - Premio Giuria dei giovani
  - Premio migliore interpretazione femminile
- 2016 - Galà cinema fiction
  - Premio Francesco Rosi
- 2016 - Premio Fabrique du Cinéma
  - Premio migliore opera prima
- 2017 - Moviemov Italian Film Festival
  - Premio miglior film
- 2017 - David di Donatello
  - Miglior regista esordiente a Marco Danieli
  - Candidatura per il Migliore attore protagonista a Michele Riondino
- 2017 - Festival du film italien, Bastia
  - Premio speciale della giuria
  - Premio speciale per l'attrice Sara Serraiocco
- 2017 - Globo d'oro
  - Miglior opera prima a Marco Danieli
  - Candidatura a Miglior attore a Michele Riondino
  - Candidatura a Miglior attrice a Sara Serraiocco
  - Candidatura a Miglior sceneggiatura a Marco Danieli e Antonio Manca
- 2017 - Ciak d'oro
  - Migliore opera prima a Marco Danieli[1]
  - Coppia dell'anno a Michele Riondino e Sara Serraiocco[1]
- 2017 - Est Film Festival
  - Miglior film
  - Premio del pubblico
- 2017 - Bobbio Film Festival
  - Premio Migliore Attrice a Sara Serraiocco
  - Premio del Pubblico a Marco Danieli